# استشعار عن بعد

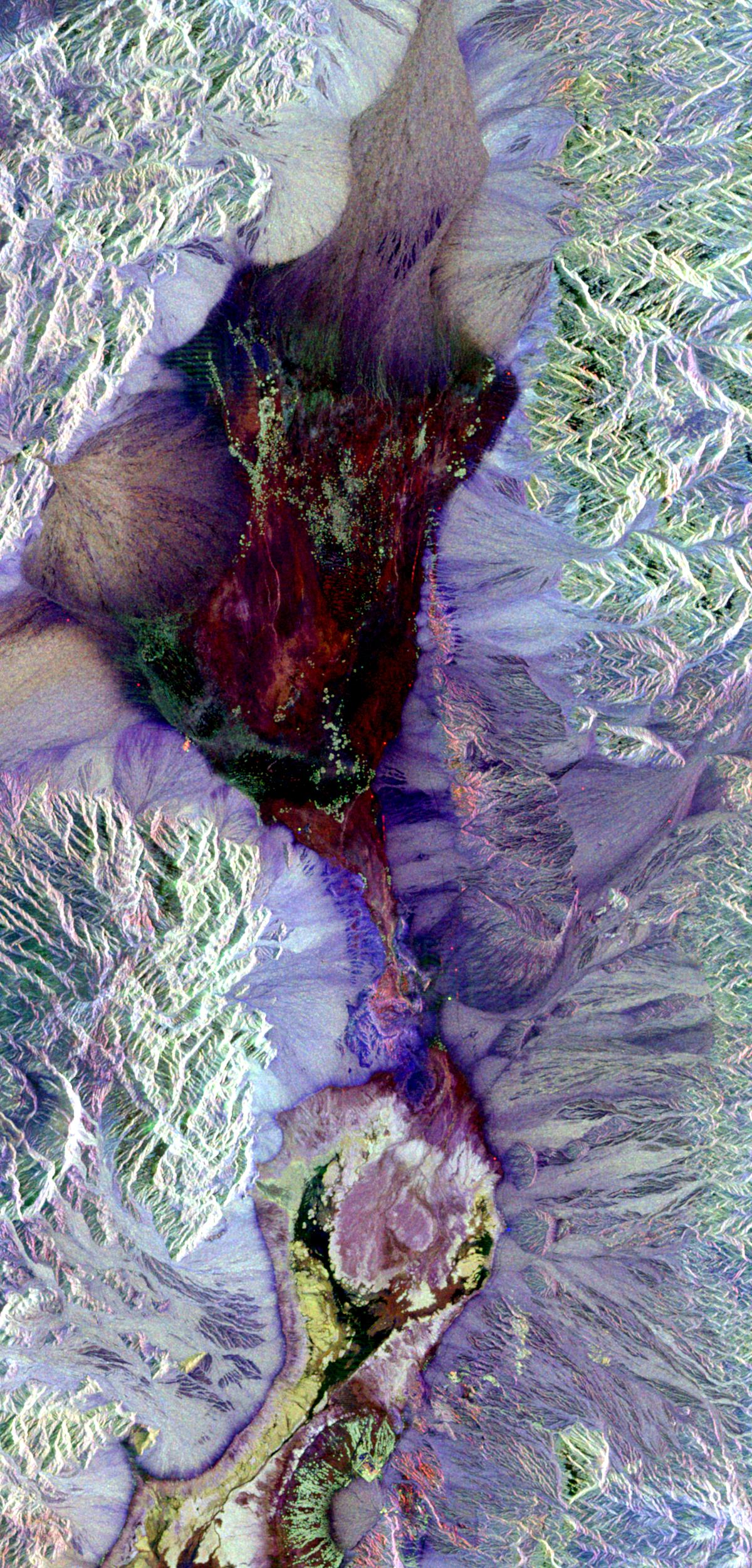
صورة رادارية لوادي الموت

الاستشعار عن بعد، أو تحسس نائي يُعد من أحدث الاختراعات في عالم التقنية الحديثة، ويُعين في الكشف عن خبايا الأرض من الفضاء العريض. ويعتمد هذا الأسلوب على قياس انعكاسات الأشعة الكهرومغناطيسية المرتدة، من الموارد الطبيعية المدفونة في الأعماق، أو المتناثرة على سطح الأرض، أو بقياس الإشعاعات، التي تطلقها هذه الموارد. كما يمكن بوساطة هذه الوسائل متابعة الموارد الطبيعية وملاحظة ما يصيبها من خلل أو ثراء. فإزالة النبات يمكن رصدها، وكذلك حركة الرمال، وجفاف المسطحات المائية، وغور مياه الأعماق.
هناك تعاريف عدّة لمصطلح الاستشعار عن بُعد، جميعها تدور حول مفهوم أساسي، وهو جمع المعلومات والبيانات من مسافة (بعد). ومن هذه التعاريف تعريف جيمس كامبل الذي يعرف علم الاستشعار عن بعد على أنه علم استخلاص المعلومات والبيانات عن سطح الأرض والمسطحات المائية باستخدام صورة ملتقطة من أعلى، بواسطة تسجيل الأشعة الكهرومغناطيسية المنعكسة أو المنبعثة من سطح الأرض. وتنبأ عدد غير قليل من العلماء بضرورة استخدام الصور الجوية الرقمية والمرئية الفضائية، وذلك لما يليه من أحداث ستزود البشرية بأداة لدراسة أشكال سطح الأرض، واحتمالات الملاحظات الجوية. وقد ارتبط ذلك بالتطور التكنولوجي في تسجيل البيانات ونظم معالجتها، ووسائل النقل الجوي. وقد بدأت التطبيقات في أول الأمر بصورة محدودة، بالملاحظة البصرية فقط، وأصبحت المنصات الجوية ذات أهمية كبيرة، حينما اكتشفت معالجات الصور الضوئية، على أساس وجود مركبات كيميائية معينة ذات حساسية للضوء.
فعلم الاستشعار عن بعد يهتم بمعرفة ماهية الأجسام دون تماس فيزيائي أو كيميائي مباشر مع هذه الأجسام ومن أهم وأكثر تطبيقاته في الوقت الحالي هو الصور الفضائية التي تُلْتَقَطُ عن طريق السواتل (الأقمار الاصطناعية) أو الصور الجوية «باستخدام الطائرات» تُعَالَج هذه الصور باستخدام برامج معالجة خاصة لأهداف متعددة منها:
- جيولوجية: الكشف عن النفط، المياه، المعادن، الفلزات، الفوالق، ومتابعة التشوهات الجيولوجية.
- زراعية: وجود الأمراض عند النباتات ومعرفة أنواع النباتات في منطقة معينة.
- الجليديات: متابعة حركة الكتل الجليدية وذوبانها.

## لمحة تاريخية عن الاستشعار عن بعد

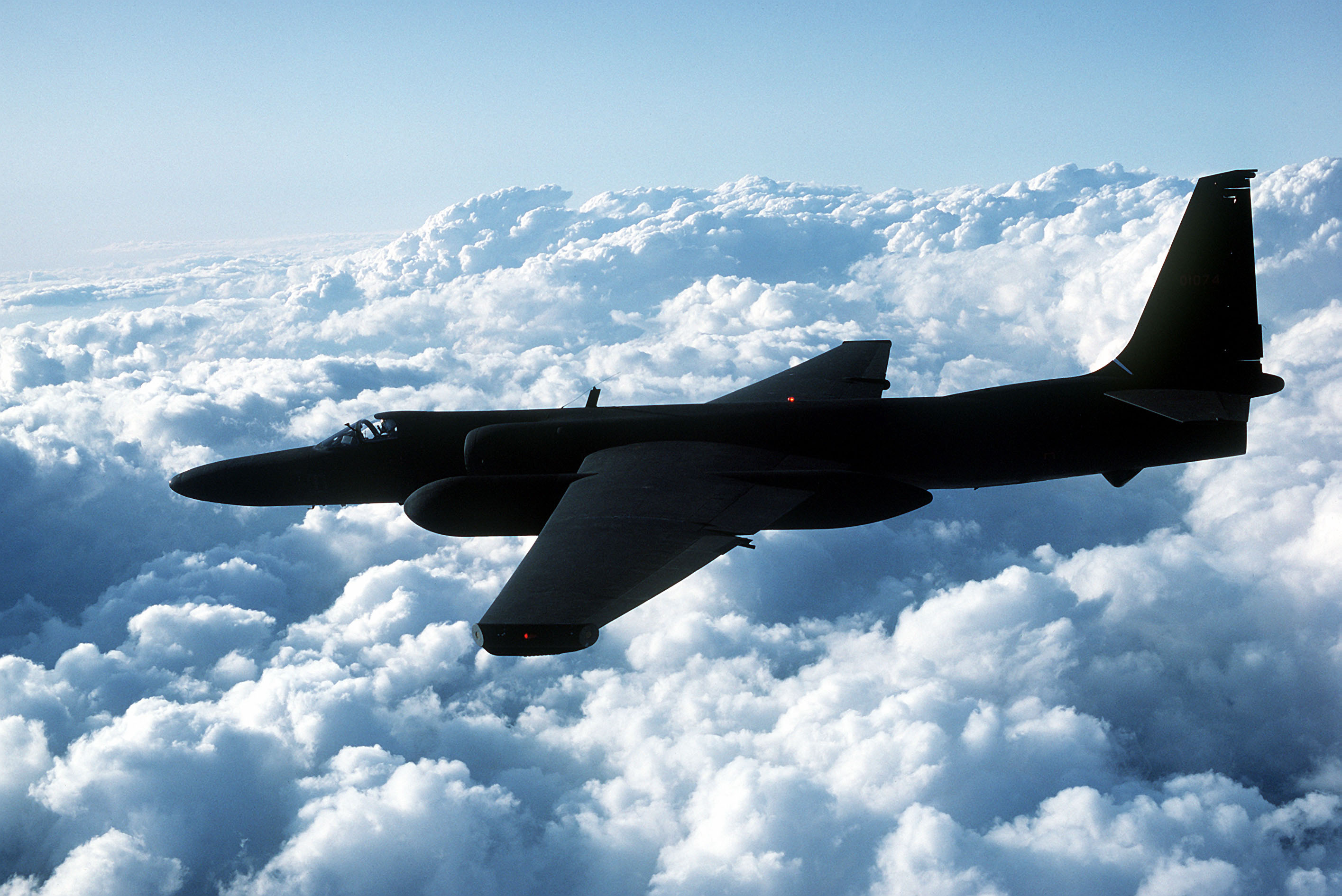
الطائرة لوكهيد TR-1 للاستشعار عن بعد.

تعريف علم الاستشعار عن بعد: هناك تعاريف عدة لعلم الاستشعار عن بعد، وجميعها تدور حول مفهوم أساسي، وهو جمع المعلومات والبيانات من مسافة (بعد). وتعريف الاستشعار عن بعد هو علم استخلاص المعلومات والبيانات عن سطح الأرض والمسطحات المائية باستخدام صورة ملتقطه من أعلى، بواسطة تسجيل الاشعة الكهرومغناطيسية المنعكسة أو المنبعثة من سطح الأرض. وهو تقنية الحصول على البيانات الأرضية والجوية دون الاتصال المباشر بين جهاز الالتقاط والجسم أو الظاهرة تحت البحث. وهو علم الحصول على المعلومات من بعد عن طريق الاستشعار عن بعد، بمعنى استخدام أجهزة تصوير أو رادار ونظريات لفهم التسجيلات المصورة أو المنعكسة إلى إجهزة التسجيل وعلاقتها بالظاهرة المراد استكشافها أو استبيانها. ويهتم علم الاستشعار عن بعد بتطوير وسائل التصوير والقياس واستخدام التقنية لتحليل وتفسير الظواهر للحصول على معلومات مفيدة.
كانت أول تقنية للاستشعار عن بعد هي التصوير من الطائرات، وبعد ابتكار الأقمار الصناعية تطور إلى التصوير من الفضاء، ثم التصوير بالرادار. وتستخدم الأشعة الكهرومغناطيسية في الاستشعار عن بعد، فعندما تسقط هذه الطاقة على جسم ما فهي تتفاعل معه، يمتص جزء منها وينعكس جزء آخر. والطاقة المنعكسة هي التي تستخدم لاستكشاف أو استبيان الجسم وهي التي تستقبلها أجهزة الاستشعار عن بعد. واحيانا يكون الجسم نفسه مصدرا للإشعاع الكهرومغناطيسي بحسب خواصه ودرجة حرارته.
| الحدث | السنة       |
| --- | ----------- |
| اكتشاف الاشعه تحت الحمراء بواسطة السير وليام هيرشل | 1800        |
| بداية ظهور الصور الفوتوغرافيه (الضوئيه) | 1839        |
| التقاط صور فوتوغرافيه من المناطيد | 1860 - 1850 |
| التقاط صور فوتوغرافيه من الطائرات | 1909        |
| الحرب العالمية الأولى: الاهتمام بالاستكشاف الجوي | 1914-1918   |
| التطورات والتطبيقات البدائية للصور الجوية، وبداية ظهور علم المساحات التصويرية                                                                                       | 1920-1930   |
| الكساد الاقتصادي العالمي أدى إلى ظهور مشكلات بيئيه دفعت الحكومات لاستغلال تقنيه التصوير الجوي لمعالجه هذه المشكلات                                                  | 1929-1939   |
| الحرب العالمية الثانية: تخللتها استخدامات لنطاقات الأشعة الغير مرئية لإغراض التجسس والتخطيط العسكري، بالإضافة إلى تدريب مكثف للكوادر البشرية لمعالجه الصور وتحليلها | 1939-1945   |
| الحرب الباردة: أبحاث عسكريه مكثفه وتطورات سريعة في حقل الاستشعار عن بعد                                                                                             | 1950-1960   |
| دراسة كوليل Colwell)) لأحد الآفات الزراعية باستخدام صور جوية تبين انعكاسات الاشعة تحت الحمراء لسطح الأرض.                                                           | 1956        |
| بداية استخدام مصطلح "الاستشعار عن بعد". وإطلاق أول قمر صناعي للأرصاد الجوية                                                                                         | 1960-1970   |
| إطلاق أول قمر صناعي من سلسله أقمار لاندسات Landsat)) لدراسة سطح الأرض                                                                                               | 1972        |
| تطورات سريعة في معالجه الصور الرقمية | 1970-1980   |
| إطلاق القمر الصناعي الفرنسي سبوت لمراقبه سطح الأرض | 1986        |
| تصميم المستشعرات ذات النطاقات الاشعاعية الكثيرة Hyperspectral Sensors))                                                                                             | 1980S       |
| ظهور انظمه الاستشعار عن بعد العالمية | S1990       |

## الأشعة الكهرومغناطيسية
يمكن تعريف الأشعة الكهرومغناطيسية بأنها طاقة ذات موجات مختلفة الأطوال تسير بسرعة الضوء (300.000 كيلومتر في الثانية).ويحدث الشعاع الكهرومغناطيسي الواحد على شكل موجات كهربائية وموجات مغناطيسية متساوية طول الموجة ومقترنة ببعضها البعض. نرى بعض تلك الأشعة الكهرومغناطيسية من لونها، فبعضها الأخضر وبعضها الأحمر وبعضها البرتقالي وبعضها الأصفر، هذا بحسب تردد الموجة. ولكن الضوء هو جزء من الأشعة الكهرومغناطيسية التي يبلغ طول موجاتها بين 400 نانومتر إلى 750 نانومتر. ولكن الأشعة الكهرومغناطيسية أكثر من ذلك بحسب طول موجتها، فالموجات الأقصر من 400 نانومتر نسميها أشعة إكس، والأشعة الأطول من 750 نسميها أشعة تحت الحمراء، والأطول فهي أشعة راديوية. يتناقص |ترددها بزيادة طول الموجة.وتصنف موجات الإشعاع الكهرومغناطيسي حسب أطوالها إلى نطاقات Bands ابتداء من الأشعة القصيرة جدا إلى الموجات الطويلة مثل موجات الراديو والتلفــزيون.والنطاق هو جزء محدد من الطيف الكهرومغناطيسي قد يكون واسعا أو يكون ضيقا، ومن ضمنها نطاق وسطي يسمى نطاق الضوء المرئي.
تجب ملاحظة أن وحدة قياس أطوال موجات الأشعة المرئية والأشعة تحت الحمراء غالبا تكون الميكرومتر وأحيانا النانومتر حيث أن 1 مم = 1000 ميكرومتر، و1 ميكرومتر = 1000 نانومتر.

## التقاط الصور الجوية والمرئيات الفضائية
الصورة الجوية
إن أداة الالتقاط للصورة الجوية عبارة عن كاميرا تصوير عادية تشمل على عدسة تقوم بجمع الضوء المنعكس نحوها لإسقاطه على الفيلم الحساس للضوء كما أن الصورة المنتجة بواسطته هي صورة فوتوغرافية تسمى بالصورة الجوية Aerial Photo
المرئية الفضائية
تكون أداة الالتقاط للصورة الفضائية عبارة عن لاقط حساس للطاقة الكهرومغناطيسية وتكون الصورة المنتجة عبارة عن سجل رقمي للطاقة المسجلة ويطلق عليها صورة أو منظر image فضائي.
ويمكن استخدام أجهزة أخرى في تقنية التصوير الجوي والمرئية الفضائية وهي:
- الأجهزة المادية للحاسوب.
- وسيلة اتصال لاسلكية.
- برامج خاصة تؤدي وظيفة البرمجيات في منظومة المعلومات الجغرافية ولكن باتصال دائم مع العارض المكاني

## الصور الجوية
اعتمادا على زاوية ميل المحور الضوئي لآلة التصوير عن الخط العمودي يوجد نوعان من الصور الجوية هما:
1) الصور الجوية العمودية (الرأسية)
وهي الصور التي تؤخذ عندنا يكون المحور الضوئي لآلة التصوير رأسيا قدر الإمكان على سطح الأرض. ولايمكن أن تكون الصورة الجوية عمودية تماما.وإذا وجدت كذلك فإنها مجرد صدفة.لذلك فإن أية صورة يقل ميل محورها عن (3) درجات تعتبر عمودية. والصور الجوية العمودية هي التي يمكن استخدامها في أعمال إنتاج الخرائط.
2) الصور الجوية المائلة
هي الصور التي تلتقط عندما يكون المحور الضوئي لآلة التصوير مائلا، وتستخدم عادة في تفسير الصور لأنها تغطي مساحة أرضية أكبر من مثيلاتها العمودية (عند ثبات أبعاد الصورة وارتفاع الطيران والبعد البؤري لعدسة الكاميرا) ويمكن منها ملاحظة بعض التفاصيل التي قد لا تظهر على الصور الجوية العمودية كالعربات تحت الأشجار مثلا. ولا تستخدم هذه الصور التي يزيد ميلها عن (3) درجات في إنتاج الخرائط. وتقسم الصور الجوية المائلة إلى نوعين هما:
أ‌)	الصور الجوية ذات الميل الكبير
هي الصور التي تلتقط عندما يكون المحور الضوئي لآلة التصوير مائلا كثيرا عن الوضع العمودي بحيث تتضمن الصورة الجوية جزءا من الأفق.
ب‌)	الصور الجوية ذات الميل القليل
هي الصور التي تلتقط عندما يكون المحور الضوئي لآلة التصوير مائلا عن العمودي أكثر من (3) درجات ولكن لايظهر الأفق على الصورة الجوية.

## العلامات الموضحة على الصور الجوية

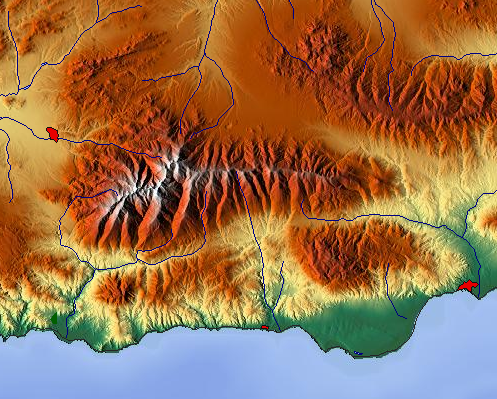
تضاريس سيرا نيفادا.

يظهر على الصور الجوية، التي يمكن استخدامها في أعمال المسح الجوي، مجموعة من العلامات. وهذه العلامات ضرورية لتعيين الصورة نفسها من جهة، كما إنها أساسية لاستنتاج المقياس ولتفسير الصورة من جهة أخرى. ومن هذه العلامات ما يأتي:
- رقم الصورة: يسهل معرفة موقع الصورة بالنسبة للصور المجاورة.
- رقم خط الطيران: يستدل منه على موقع الصورة بالنسبة لخطوط الطيران.
- رقم آلة التصوير: وهو ضروريا لمعرفة نوع تشويه العدسات وتعيير آلة التصوير عند التثليث الجوي.
- تاريخ التصوير: ويظهر عادة على الصورة الأولى من كل خط طيران.
- وقت التصوير: يظهر وقت التقاط الصورة بالساعة والدقيقة والثانية، لتسهيل عملية تحليل الظلال ومعرفة الفترة الزمنية بين كل لقطة وأخرى لتحديد سرعة الطائرة.
- ارتفاع الطيران: ويستخدم ارتفاع الطيران مع البعد البؤري للعدسة لاستنتاج مقياس الصورة.
- البعد البؤري لعدسة التصوير: ويستخدم مع ارتفاع الطيران لحساب مقياس الصورة.
- فقاعة التسوية: وهي ضرورية لتحديد ميل الطائرة أثناء التقاط الصورة، رغم أنها ليست دقيقة حيث تقيس لأقرب نصف درجة.
- علامات إطار الصورة: تظهر إما في أركان أو في جوانب الصور الجوية، وتستعمل لتعيين موقع النقطة الأساسية للصورة (Principal Point).
- جهة التصوير أو المؤسسة: حيث يظهر مختصر اسم المؤسسة التي قامت بعملية التصوير.

## تفسير الصور الجوية
إن الصورة الجوية وثيقة تفصيلية للمنطقة المصورة لحظة التقاط الصورة.و إن أفضل عملية تفسير للصور الجوية تتم بفحصها تحت المجسم، لأن رؤية الظاهرات بثلاثة أبعاد أسهل تمييزا.وتوجد خمسة عوامل أساسية لتمييز أية ظاهرة على الصورة الجوية.وهذه العوامل الخمسة يجب أن تؤخذ من قبل المبتدئين في تفسير الصور الجوية حسب الترتيب التالي:
1) الشكل
ان شكل الظاهرة ونمط ترتيب الظاهرات يسهل تفسير تلك الظاهرة.وهذا أول أمر تراه العين على الصورة الجوية. ففي معظم الأحيان يساعد شكل الظاهرة على تمييز نوعها بسهولة ولكن قد لا يكون ذلك قطعيا، فالدائرة مثلا قد تعني بئرا أو خزان ماء أو مدخنة.
2) الحجم
إذا عرفنا الشكل فإن الحجم يساعد على تمييز الظاهرة.والحجم يمكن معرفته إما بمقارنة حجم الظاهرة المعنية مع حجم ظاهرات أخرى معلومة، أو بقياس أبعادها اعتمادا على مقياس الصورة الجوية.
3) الظل
تلتقط الصور الجوية عادة في النهار وعندما تكون الشمس مشرقة.لذلك يمكن ملاحظة الظل على أية صورة جوية. وعلى الرغم من أن الظل قد يخفي بعض الظاهرات إلا انه يساعد في تفسير الصور الجوية فالكثير من الظاهرات يمكن تمييزها عن طريق ظلها خاصة إذا كانت الشمس واطئة لحظة التقاط الصورة.الخ.جار مثلا يمكن تمييز نوعها من ظلها، وتمييز سطوح المباني عن طريق ملاحظة الظل كذلك توضح نوعية البناية....الخ.
4) الظلال أو درجة الإضاءة
يقصد بالظلال درجة الإضاءة والصورة الجوية عبارة عن تغير ظلال مستمر. وتعتمد درجة إضاءة الظاهرة في الصورة الجوية على نسيجها ولونها.ولون الظاهرة اقل أثرا على درجة الإضاءة من نسيجها.فالسطح الصقيل يعكس كمية أكبر من الضوء الساقط عليه.لذلك فإن الطريق المعبد تعبيدا صقيلا يبدو على الصورة الجوية أكثر إضاءة من حقل الحشائش الخضراء.و إذا صورت ظاهرتان متشابهتا السطح تحت زاوية سقوط أشعة متماثلة فإن درجة إضاءة كل منهما على الصورة الجوية سوف تعتمد على لونها.
5) الظاهرات المرافقة
يمكن تمييز الكثير من الظاهرات من ملاحظة الظاهرات المرافقة لها، فاثر الإطارات يشير إلى وجود عربات ونوع المدخنة يميز نوع المعمل وهكذا.

## التفسير البصري للصور الجوية
تعتمد عملية القراءة والتفسير على الخطوات التالية:
- الاستنتاج أو الاستبيان عن وجود شيء ما يختلف عن الأشياء المحيطة.
- الإدراك وهو يبين وجود ذلك الشيء (مبنى، غابة، طريق).
- الإثبات أو التحقق ويعتمد هذا على مخزون المعلومات لدى المحلل ومدى معرفته بالمنطقة تحت الدراسة ويأتي نتيجة للإطلاع على المعلومات والتقارير والزيارات الحقلية المسبقة.
- النظام والترتيب وهي العملية المنتظمة للتحليل ورسم الخطوط التي تفصل الأنواع المختلفة.

## المرئيات الفضائية
منذ زمن ليس ببعيد كانت الأقمار الاصطناعية تعتبر من الإنجازات العلمية التي يحيطها هالة كبيرة من السرية والغموض حيث انحصر استخدامها في بادئ الأمر على الأغراض العسكرية فقط مثل أعمال الملاحة البحرية والمراقبة الجوية وعمليات التجسس، أما الآن فقد أصبحت تمثل جزءا ضروريا من حياتنا اليومية وتعددت استخداماتها لتشمل مجالات عديدة مثل الاستعانة بها للتنبؤ بالأحوال الجوية والاستقبال التلفزيوني الفضائي فضلا عن الاتصالات الهاتفية التي تتم بين الملايين من الناس بمختلف دول العالم.
يُحَمَّل القمر الاصطناعي على صاروخ معد خصيصا لهذه الأغراض حيث يقوم الصاروخ باختراق الغلاف الجوي للكرة الأرضية بسرعة خارقة متجها نحو المدار الفضائي المحدد له بواسطة أجهزة تحكم تقوم بتوجيه الصاروخ يمينا أو شمالا، شرقا أو غربا، وعندما تصل سرعة الصاروخ إلى 120ميل/ساعة (أي ما يعادل 193 كيلومتر/ساعة) تقوم الأجهزة الملاحية بالصاروخ بتعديل الوضع ليصبح رأسيا وعندها يُثَبَّت القمر الاصطناعي في المدار المحدد له.

### تحليل وتفسير المرئيات الفضائية
تنقسم هذه العملية إلى عدة مراحل هي:
مرحلة التعرف الأولي أو العام
تعتمد هذه المرحلة على التحديد المباشر للأشياء المرئية في الصور عن طريق الاستقبال البصري للأهداف الظاهرة والمميزة على الصورة الفضائية أو الجوية.
مرحلة تمييز المحتوى
يطلق على هذه المرحلة اسم)قراءة الصور (ويتم فيها التعرف على الظواهر وتمييزها بصورة مباشرة، حيث تُصَنَّف الأجسام والظواهر المرئية مباشرة ووضعها ضمن فئة معينة بناء على قراءاتها من الصور ويشترط أن يكون الصنف أو الفئة التي تتضمن الظواهر المميزة ذات مغزى علمي واضح ومعروف.
مرحلة التحليل
وهي عبارة عن عملية تحديد مجموعات من الأجسام أو الظواهر التي تنفرد بخصائص معينة وتظهر واضحة من خلال تحليل الصور، وفي هذه المرحلة ترسم الحدود التي تفصل بين تلك المجموعات، ويمكن تمييز ثلاثة أنواع من خطوط الحدود بين المجموعات هي: حدود موثوق بها، حدود متوسطة الثقة، حدود غير موثوقة.
مرحلة التفسير
تعتبر هذه المرحلة من المراحل الصعبة والمعقدة وهي عملية ربط دلائل التحليل والمخططات التي رُسِمَتْ في نهاية عملية التحليل بالمحتوى الطبيعي المنتشر في منطقة الدراسة أو بالهدف أو الظاهرة المدروسة.
يقوم المفسر بجمع البيانات والخرائط المتوفرة عن منطقة الدراسة بهدف ربط الدلائل بالتربة والنباتات والمورفولوجيا والتضاريس والظواهر الأخرى المدروسة وآياً كان الأمر فإن براعة وخبرة محلل الصور لا تغني عن الدراسة الميدانية والتي تكون في بعض الأحوال ضرورية وقد تسبق عملية تفسير الصور.
مرحلة التصنيف
تتضمن مرحلة التصنيف وصف مجموعات الظواهر التي تم الحصول عليها أثناء عمليتي التحليل والتفسير والتعرف إلى طبيعة انتظامها وترتيبها بهدف التحضيرللدراسة الميدانية. ويتم في هذه المرحلة أيضاً مقارنة هذه المجاميع ولهذا يعتبر البعض مرحلة التصنيف بأنها المرحلة النهائية في تحليل الصور ويتم عندها التوصل إلى معظم النتائج والفرضيات. كما يؤكد التصنيف عملية تماثل أو تشابه الظواهر في المجموعات المختلفة التي حددت في مرحلة التحليل السابقة، هذا وتسهم الدراسة الميدانية في تأكيد صحة التصنيف وصحة الحدود بين مجموعات الظواهر أو العناصر.

### تحليل الصور
تتركز على أربعة طرق رئيسية وبعض الدلالات:
طريقة التعرف على الأهداف المنفصلة الكبيرة نسبياً
تعتمد فكرة هذه المدرسة على اختلاف مساحة الأهداف الطبيعية الظاهرة على الصورة، وبالتالي يقوم ال
الطريقة الأداتية الدليلية البصرية
تعتمد هذه الطريقة أساسا على إعداد خمس مخططات منفصلة لدلائل التحليل (اللون Colour، الطور اللوني Tune، البنية Structure، البناء Texture، الحد Border) ومن ثم مقاطعتها باستخدام نظم المعلومات الجغرافية لإنتاج المخطط الأولي لتحليل الصورة الفضائية.
التحليل (التفسير الآلي)
كانت هذه الطريقة منذ عشرات السنين وما زالت في يومنا الحاضر في بداية تطورها. وتعني تنفيذ المعالجة الإحصائية للصور الفضائية والجوية للتعرف آلياً على الأهداف المدروسة، وقد ظهرت في العالم طرقاً حديثة مثل التحليل الإحصائي الآلي لبنية الهدف المورفولوجية.
الدلالات
- طريقة الدلالة النباتية.
- طريقة الدلالة الترابية.
- طريقة الدلالة الجيومورفولوجية.:

تصغير

## أهمية الاستشعار عن بعد في الدراسات الجغرافية
لصور الاستشعار عن بعد أهمية خاصة في الدراسات الجغرافية، لأنها تمثل سجلا مرئيا للخصائص المجالية للمنطقة التي تغطيها الصورة خلال الفترة الزمنية التي التقطت فيها.وهذه الخاصية جعلت استخدام صور الاستشعار عن بعد واسع الانتشار في البحث الجغرافي، لأنها تمكن من دراسة الظواهر الجغرافية من حيث مراقبتها وتتبع تطورها والتغيرات التي تطرأ عليها (نموها أو تراجعها واتجاهات ومعدلات النمو والتراجع)، وإعداد خرائط دقيقة تبين توزيعها والعلاقات المكانية بينها حتى في المناطق النائية، أو التي يصعب الوصول إليها.وقد كان لما يعرف بالاتجاه الكمي في الجغرافيا دور رئيسي في تنوع استخدام الاستشعار عن بعد كمصدر من مصادر البيانات والمعلومات التي تستخدم في بناء النماذج واختيار الفرضيات المجالية. وللاستشعار عن بعد أهمية خاصة في الجغرافيا، ومن المجالات الجغرافية التي أسهمت فيها وسائل الاستشعار عن بعد:
- مراقبة التوزيع المجالي للظاهرات الأرضية في إطار واسع ومن موقع مراقبة عال في إطار لا يمكن مشاهدته بنفس الوضوح والشمولية من خلال المراقبة الأرضية.
- دراسة الظاهرات المتغيرة مثل الفيضانات وحركة المرور، هذه الظاهرات تصعب مراقبتها مباشرة بالعين البشرية نظرا لتغيرها السريع، وتسجيلها في صورة جوية يساعد على إمكانية دراستها.
- التسجيل الدائم للظاهرات، بحيث يمكن دراستها في أي وقت فيما بعد. وهذا يسمح بإجراء المقارنات الزمنية عن طريق دراسة مجموعة صور التقطت في أوقات مختلفة لنفس المكان، كما يسمح بمعرفة طبيعة التغير الذي يطرأ عل مكان ما.
- تسجيل بيانات لا تستطيع العين المجردة أن تراها، فالعين البشرية حساسة للأشعة المرئية الواقعة بين 4 و7 ميكرومتر، والصور الفضائية يمكنها أن تعطي معلومات إضافية عن الاستشعار في النطاق بين 3 و9 ميكرومتر والذي يشمل إضافة إلى الأشعة الضوئية، الأشعة فوق البنفسجية والأشعة ما تحت الحمراء.[3]
- إجراء قياسات سريعة ودقيقة إلى حد كبير للمسافات والاتجاهات والمساحات والارتفاعات والانحدارات.
- الدراسات التطبيقية في فروع الجغرافيا المختلفة مثل : دراسات المدن والفلاحة والمناخ والجيومرفلوجيا وغيرها.
- إنتاج الخرائط وتحديثها في وقت سريع وبدقة لم تكن تتوفر في الطرق التقليدية التي كانت سائدة من قبل.

إن سجلات الاستشعار عن بعد تبقى كوثائق مكانية تاريخية يمكن استخدامها بعد عدة سنوات لأغراض مختلفة، كأن نستعملها في الدراسات المقارنة أو التحقق من ظاهرة معينة ومتابعتها.

## أهمية الصور الجوية والمرئية الفضائية
الصور الجوية الرقمية
- معرفة سطح الأرض وما احدث عليها وتأثير التعرية عليها من قص الغابات وتقطيع الجبال.
- التعرف على الاستكشافات والمواقع الأثرية.
- معرفة الأراضي الزراعية والمراعي الكبيرة كالغابات وكذلك معرفة الأراضي الزراعية المراد توزيعها علي المواطن.
- الكوارث الطبيعية ودراستها وتلافيها مستقبلاً.
- زحف الرمال وكيف وضع المصدات.
- في المزارع الكبيرة النموذجية يساعد في عملية تنظيمها ومعرفة ما زُرِّعَ وما تبقي فيها.
- التعرف على اتجاه جريان الماء وأين يمكن أن يستقر.
- مسح منطقة ما لعمل الخرائط العسكرية.
- أثناء الحرب، يتم تحديد انتشار العدو وتحركاته وتقدم عمل إنشاءاته الهندسية أو تجميع المعلومات الدقيقة عن هدف محدد قبل مهاجمته.
- سهولة نقل الحدث إلى موقع القرار.
- متابعة المواكب الرسمية.
- المطاردة البرية والبحرية.
- القدرة على التصوير الليلي.
- البحث في البر والبحر بواسطة المسح الحراري.
- يستخدم في الطائرات التي تطير بدون طيار.

المرئية الفضائية
- مسح مساحات واسعة، بسرعة، وبشكل اقتصادي.
- إمكانية إنشاء نظم للمراقبة والمتابعة الدورية.
- الكشف عن التغيرات البيئية البطيئة، والتدريجية، وكذلك الضخمة والمفاجئة.
- تجاوز الحدود السياسية والعوائق الجغرافية، مما يتيح التعامل مع العالم بوصفه وحدة بيئية وجغرافية ممتدة.
- عدم تأثر النظام بالتقلبات الجوية، نظراً لعدم اعتماده على محطات رصد مأهولة، والقدرة على اختراق الغلاف الجوي.
- إمكانية تطبيق التقنية على المناطق المناخية غير المواتية، كالمنطقة القطبية والصحراء الكبرى.
- إمكانية تطبيق تقنيات الحاسبات مباشرة على المعلومات المستخرجة؛ ما يتيح تطوير الاستفادة من هذه المعلومات، وإمكان التعامل مع كميات هائلة من البيانات، حيث إن الأقمار الصناعية توفر بيانات رقمية، إضافة إلى الصور، التي تتيح إجراء التحليلات والدراسات الكمية.
- دورية المعلومات، التي تعني إمكان الحصول على النوع نفسه من المعلومات لمنطقة معينة، على فترات زمنية مختلفة، وهذا يمكن من إجراء الدراسات الديناميكية، التي تتصل بدراسة تطور ظاهرة أو خاصية ما. وتتوافر دورية المعلومات نتيجة الزيارات المتكررة للأقمار.

## عيوب الصور الجوية والمرئية الفضائية
الصور الجوية
- حالة الطقس غير المناسبة والغيوم والرياح الشديدة وتكون الغبار يظهر في الصورة.
- الوقت المناسب هو الظهيرة وزوال الظل وتجنب وقت الشروق والغروب وبالتالي لا يمكن التصور في جميع الأوقات.
- تحرك الطائرة نحو اليمين والشمال أثناء الالتقاط. يؤدي إلى اهتزاز الصورة.
- عدم اختيار الارتفاع المناسب لالتقاط الصور وضياع الأهداف المرادة.

المرئية الفضائية
- قلة وضوح الظواهر الأرضية التي تلتقطها هذه الأقمار بسبب بعد مدارها.
- دوران الكرة الأرضية.
- وجود الرذاذ أو الغبار على عدسات المستشعر.
- التشوهات الإشعاعية التي تظهر على المرئيات.
- التشوهات الهندسية التي تظهر على المرئية الفضائية.

## بعض الأقمار الصناعية
يوجد العديد من الأقمار الصناعية المستخدمة في الا ستشعار عن بعد تدور حول الأرض. وهي تقسم بحسب استخداماتها في تقسيمين : أقمار صناعية للبيئة وأقمار صناعية للطقس، ولكنها قد تشترك في دراسات متشابكة .
من أهم الأقمار الصناعية المستخدمة من حكومات للاستشعار عن بعد:
- - إنفيسات، (إيسا، أوروبا)
  - القمر الصناعي الأوروبي للاستشعار عن بعد ERS, (أيسا، أوروبا)
  - لاندسات، (ناسا، الولايات المتحدة)
  - سبوت SPOT، (المركز الوطني لبحوث الفضاء، فرنسا)
  - الاستشعار عن بعد الهندي IRS, (مؤسسة أبحاث الفضاء الهندية ISRO)
  - نظام مشاهدة الأرض «أكوا» Aqua، وقمر صناعي «تيرّا» Terra، الولايات المتحدة الأمريكية ،
  - TerraSAR-X, (مركز الطيران والفضاء الألماني،
  - TanDEM-X, ألمانيا

## اقرأ أيضاً
- تطبيقات الاستشعار عن بعد
- قمر صناعي بلياد
- لاندسات
- إنفيسات
- قياس عن بعد
- مركبة تحكم عن بعد
- ساره باركاك
- تلسكوب فضائي
- قمر صناعي جلوري
- كلف الشمس
- هيدروديناميكا مغناطيسية
- مقراب جيمس ويب الفضائي
- مرصد كيك
- مقراب سبيتزر الفضائي
- مرصد هابل الفضائي
- التلسكوب العظيم VLT
- مصفوف المراصد العظيم VLA
- رادار قياس الأرض
- الجيوفيزياء الأثرية